# Aristolochia variifolia
Aristolochia variifolia Duch. – gatunek rośliny z rodziny kokornakowatych (Aristolochiaceae Juss.). Występuje endemicznie w południowym Meksyku, w stanie Chiapas.

## Morfologia
PokrójBylina o owłosionych pędach.
LiścieMają podłużny lub eliptyczny kształt. Mają 3–7 cm długości oraz 2–4 cm szerokości. Nasada liścia ma strzałkowaty lub sercowaty kształt. Całobrzegie, ze spiczastym wierzchołkiem. Ogonek liściowy jest owłosiony i ma długość 1–2 cm.
KwiatyPojedyncze. Mają brązową barwę i 4–5,5 mm długości. Mają zakrzywiony kształt.

## Biologia i ekologia
Rośnie w wiecznie zielonych lasach. Występuje na wysokości do 600 m n.p.m.